# Anthony Howard

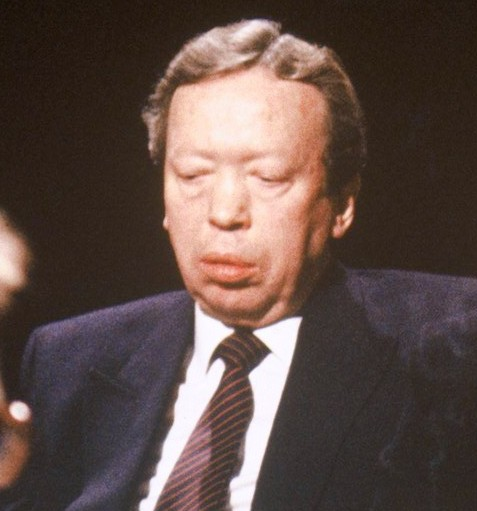
Anthony Howard, 1991

Anthony Michell Howard CBE (* 12. Februar 1934; † 19. Dezember 2010 in London, England) war ein britischer Journalist, Radiosprecher und Autor. Außerdem war er Herausgeber verschiedener britischer Zeitschriften.

## Leben
Anthony Howard wurde als Sohn eines anglikanischen Geistlichen, Kanonikus Guy Howard, geboren. Er besuchte die Purton Stoke School in Kintbury, West Berkshire, England und in London die Highgate School in Highgate und die Westminster School der Westminster Abbey, bevor er an das Christ Church College in Oxford ging. Dort war er 1954 Vorsitzender des Oxford University Labour Club und 1955 Präsident der Oxford Union.
Nach seinem Abschluss in Oxford plante Howard eine Laufbahn als Rechtsanwalt. 1956 wurde er an die Londoner Anwaltskammer Inner Temple berufen, war jedoch bereits zum Heer eingezogen worden. In der Sueskrise nahm er als Leutnant der Royal Fusiliers an der französisch-britischen Besetzung der Sueskanal-Zone und anderer Teile Ägyptens teil. Mit der Veröffentlichung seines Tagebuches aus dieser Zeit verletzte er Vorschriften der Geheimhaltung und entging nur knapp einem Militärgerichtsverfahren.
Die Erfahrungen aus der Zeit nach Sues brachten Howard dazu, den Weg als Journalist zu beschreiten. Er begann als Korrespondent für Politik bei Reynolds News und ging 1959 zum Manchester Guardian, dem heutigen The Guardian. 1960 konnte er aufgrund eines Harkness Stipendiums in den USA studieren, war jedoch gleichzeitig noch beim Manchester Guardian angestellt. Von 1961 bis 1964 arbeitete er für den New Statesman als politischer Korrespondent. In dieser Zeit war er ein Bewunderer des Führers der Labour Party Hugh Gaitskell und ein Befürworter einer demokratischeren Entwicklung, als sie durch die Conservative Party damals repräsentiert wurde.
Howard ging 1965 zur konservativen The Sunday Times, was zu einem Boykott durch den Premierminister Harold Wilson von der Labour Party führte, der Ministern und Staatsbediensteten verbot, mit Howard zusammenzuarbeiten. Dieser ging von 1966 bis 1969 als Korrespondent des Observer nach Washington, D.C. In den Jahren 1971 und 1972 wurde er der Autor einer politischen Kolumne beim Observer.
In den Jahren 1972 bis 1978 war Howard Herausgeber des New Statesman, nachdem er von 1970 bis 1972 Stellvertreter von Richard Crossman an der Zeitschrift gewesen war. In den Jahren 1979 bis 1981 war er Herausgeber der Wochenzeitschrift der BBC, The Listener. Von 1981 bis 1988 war er stellvertretender Herausgeber des Observer, verließ die Zeitschrift jedoch, nachdem er dem Herausgeber Donald Trelford vorgeworfen hatte, dass dieser Tiny Rowland, dem Eigentümer der Zeitschrift, zu viel Einmischung in den Inhalt des Observers erlauben würde.
In den Folgejahren arbeitete Howard als Reporter für verschiedene Fernsehsendungen bei der BBC. In den letzten Berufsjahren war er als freiberuflicher Mitarbeiter bei The Times für Nachrufe tätig und in den Jahren 1990 bis 2004 als Kritiker für die Times Buchbesprechungen zuständig. Seine letzte Buchkritik wurde 2005 veröffentlicht, die Kolumne danach eingestellt.
Howard war seit 1965 mit der Journalistin Carol Anne Gaynor verheiratet. 1997 wurde er zum Commander des Order of the British Empire (CBE) ernannt. Er starb nach einer Operation eines Aneurysmas. Howard war sein Leben lang an den Entwicklungen der anglikanischen Kirche interessiert, ging jeden Sonntag in die Kirche, bezeichnete sich jedoch nie als einen „ergebenen“ Christen.

## Veröffentlichungen (Auswahl)
- Basil Hume: The Monk Cardinal, Headline Books, London 2005 ISBN 0-7553-1247-3.
- als Herausgeber: Lives Remembered:„Times Obituaries“, The Blewbury Press 1993.
- Crossman: The Pursuit of Power, Jonathan Cape, London 1990.
- RAB: Life of R.A.Butler, Jonathan Cape London 1987.
- mit Richard West: Road to No. 10. Macmillan, New York City, USA 1965.

als Herausgeber
- Richard Crossman: Diaries of a Cabinet Minister: Selections, 1964-1970, Hamish Hamilton 1979.